# 樟輪盾介殼蟲
樟輪盾介殼蟲（学名：Aulacaspis yabunikkei）为盾介殼蟲科輪盾介殼蟲屬下的一个种。